# Бред Ейткен
Бред Ейткен (англ. Brad Aitken, нар. 30 жовтня 1967, Скарборо) — колишній канадський хокеїст, що грав на позиції крайнього нападника.

## Ігрова кар'єра
Хокейну кар'єру розпочав 1984 року.
1986 року був обраний на драфті НХЛ під 46-м загальним номером командою «Піттсбург Пінгвінс». 
Протягом професійної клубної ігрової кар'єри, що тривала 7 років, захищав кольори команд «Піттсбург Пінгвінс» та «Едмонтон Ойлерс».
Загалом провів 14 матчів у НХЛ.

## Статистика
| Сезон        | Клуб                      | Ліга         | Регулярний сезон | Регулярний сезон | Регулярний сезон | Регулярний сезон | Регулярний сезон | Плей-оф | Плей-оф | Плей-оф | Плей-оф | Плей-оф |
| Сезон        | Клуб                      | Ліга         | І                | Г                | П                | О                | ШХ               | І       | Г       | П       | О       | ШХ      |
| ------------ | ------------------------- | ------------ | ---------------- | ---------------- | ---------------- | ---------------- | ---------------- | ------- | ------- | ------- | ------- | ------- |
| 1984–85      | «Пітерборо Пітс»          | ОХЛ          | 63               | 18               | 26               | 44               | 36               | 13      | 1       | 2       | 3       | 2       |
| 1985–86      | «Пітерборо Пітс»          | ОХЛ          | 48               | 9                | 28               | 37               | 77               | —       | —       | —       | —       | —       |
| 1985–86      | «Су-Сент-Марі Грейхаундс» | ОХЛ          | 20               | 8                | 19               | 27               | 11               | —       | —       | —       | —       | —       |
| 1986–87      | «Су-Сент-Марі Грейхаундс» | ОХЛ          | 52               | 27               | 38               | 65               | 86               | 4       | 1       | 2       | 3       | 5       |
| 1987–88      | «Піттсбург Пінгвінс»      | НХЛ          | 5                | 1                | 1                | 2                | 0                | —       | —       | —       | —       | —       |
| 1987–88      | «Маскегон Ламберджекс»    | ІХЛ          | 74               | 32               | 31               | 63               | 128              | 1       | 0       | 0       | 0       | 0       |
| 1988–89      | «Маскегон Ламберджекс»    | ІХЛ          | 74               | 35               | 30               | 65               | 139              | 13      | 5       | 5       | 10      | 75      |
| 1989–90      | «Маскегон Ламберджекс»    | ІХЛ          | 46               | 10               | 23               | 33               | 172              | —       | —       | —       | —       | —       |
| 1989–90      | «Форт-Вейн Кометс»        | ІХЛ          | 13               | 5                | 2                | 7                | 57               | 5       | 2       | 1       | 3       | 12      |
| 1989–90      | «Фінікс Роадраннерс»      | ІХЛ          | 8                | 2                | 1                | 3                | 18               | —       | —       | —       | —       | —       |
| 1990–91      | «Маскегон Ламберджекс»    | ІХЛ          | 44               | 14               | 17               | 31               | 143              | —       | —       | —       | —       | —       |
| 1990–91      | «Канзас-Сіті Блейдс»      | ІХЛ          | 6                | 4                | 6                | 10               | 2                | —       | —       | —       | —       | —       |
| 1990–91      | «Кейп-Бретон Ойлерс»      | АХЛ          | 6                | 2                | 3                | 5                | 17               | 3       | 0       | 2       | 2       | 6       |
| 1990–91      | «Піттсбург Пінгвінс»      | НХЛ          | 6                | 0                | 1                | 1                | 25               | —       | —       | —       | —       | —       |
| 1990–91      | «Едмонтон Ойлерс»         | НХЛ          | 3                | 0                | 1                | 1                | 0                | —       | —       | —       | —       | —       |
| 1991–92      | «Сент-Джонс Мейпл-Ліфс»   | АХЛ          | 59               | 12               | 27               | 39               | 169              | —       | —       | —       | —       | —       |
| 1992–93      | «Сент-Джонс Мейпл-Ліфс»   | АХЛ          | 4                | 0                | 1                | 1                | 2                | —       | —       | —       | —       | —       |
| 1992–93      | «Ландсгут»                | Бундесліга   | 1                | 0                | 0                | 0                | 0                | —       | —       | —       | —       | —       |
| 1992–93      | «Ролі Айскепс»            | ХЛСУ         | 25               | 11               | 12               | 23               | 129              | 10      | 1       | 9       | 10      | 12      |
| Усього в НХЛ | Усього в НХЛ              | Усього в НХЛ | 14               | 1                | 3                | 4                | 25               | —       | —       | —       | —       | —       |